# Динамо (хокейний клуб, Мінськ)
Хокейний клуб «Динамо» (біл. ХК «Дынама» Мінск) — хокейний клуб з Мінська, Білорусь. Заснований 1976 року; у 1992 році припинив існування. Відроджений у 2003 році. Виступає в Континентальній хокейній лізі.
У вищій лізі чемпіонату СРСР провів 5 сезонів, найкращий результат — 10 місце в сезоні 1989—90. Чемпіон Білорусі (2007), срібний призер (2006). Володар Кубка Білорусі (2005, 2006, 2021). Володар Кубка Шпенглера (2009).

## Історія

### Мінські команди в чемпіонаті СРСР (1947—1976)
Вперше на радянській арені мінська команда з'явилася в сезоні 1947—48 років — в класі «B» дебютував «Торпедо», який посів останнє місце. В наступному році мінська команда представляла вже спортивне товариство «Спартак». В 1950 році «Спартак» отримав право виступати в класі «A», де провів наступні три сезони, після чого припинив існування. За час виступів команда не провела жодного матчу у Мінську і здобула лише одну перемогу в сезоні 1952—53 років і дві перемоги в наступному турнірі за 10—17 місця. В 1955—1964 роках в класі «В» грали, змінюючи одна одну мінські команди «Буревісник», «Красне знамя», «Труд». Після реформування чемпіонату в 1964 році у другій групі класу «А» виступала команда «Вимпел».
З 1965 року головною білоруською командою стало «Торпедо». Команда складалася в основному з досвідчених приїжджих гравців, що дозволило в першому ж сезоні пробитися до елітного дивізіону. Однак в еліті «Торпедо» посіло останнє, 12-е місце і змагалося у перехідному турнірі своє право виступати в наступному сезоні у групі найсильніших. Там команда посіла друге місце і вилетіла до другої групи. В дальшому результати команди лише погіршились. В 1969—1973 роках команда виступала в першій групі класу «А», яка ставала до того часу другим дивізіоном, з кожним роком опускаючись все нижче. Навесні 1973 року, фінішувавши передостаннім, «Торпедо» опустився до другої групи, де провів ще три сезони.

### «Динамо» в чемпіонаті СРСР (1976—1992)
Влітку 1976 року мінське «Торпедо», яке виступало до того часу у західній зоні другої групи класу «А» (третій по силі дивізіон чемпіонату СРСР), перейшло під юрисдикцію ФСО «Динамо». Спортивне товариство, засноване силовими відомствами, створило умови для іногородніх гравців, вирішило житлові і матеріальні питання, налагодило зв'язок з московськими одноклубниками. Команду очолив авторитетний новосибірський спеціаліст Віталій Стаїн, якому допомагав колишній голкіпер «Торпедо» Юрій Ніконов. Ареною для майбутнього «Динамо» стала крита ковзанка у парку Горького, збудована в 1976 році. На базі ковзанки була створена СДЮШОР «Юність», вихованці якої згодом склали основу «Динамо».
Вже у дебютному сезоні «Динамо» вибороло путівку у першу групу чемпіонату СРСР, а через три сезони, в 1980 році, здобули вихід у вищу лігу. В вищій лізі команда закріпитися не змогла і, посівши останнє 12 місце, вилетіла в клас «А». В 1982 і 1983 роках «Динамо» брало участь в перехідних турнірах за право грати у вищій лізі, однак пробитися туда не згло.
Повернення до еліти радянського хокею відбулось в 1988 році, коли новому поколінню вихованців «Юності» на чолі з Володимиром Крикуновим вдалося подолати бар'єр перехідного турніру. Найкращого результату в чемпіонатах СРСР «Динамо» досягло в сезоні 1989—90, коли єдиний раз у своїй історії команді вдалося провести другий етап розіграшу чемпіонату вищої ліги в 10-ці найсильніших команд. Хокеїсти, що грали наприкінці 1980-х років у складі «Динамо» пізніше становили основу збірної Білорусі, до збірної СРСР викликались Юрій Кривохижа і Андрій Ковальов.
| У вищій лізі грали: |
| Воротарі: Олександр Шумидуб — 77, Володимир Семенов — 47, Олексій Щебланов — 40, Олександр Гавриленок — 11, Олександр Орленко — 9, Сергій Бабарико — 5. Захисники: Ігор Філін — 124, Дмитро Єрастов — 114, Едуард Дьяконов — 107, Олександр Циплаков — 102, Юрій Кривохижа — 95, Олег Романов — 80, Олексій Гіро — 62, Ігор Матушкін — 58, Олег Хмиль — 52, Сергій Федотов — 44, Олександр Алексєєв — 43, Валерій Студенков — 43, Аркадій Багаєв — 42, Сергій Алексєєв — 41, Володимир Волохов — 39, Володимир Кукушкін — 38, Андрій Таболін — 37, Марат Аскаров — 29, Євген Новіченко — 29, Володимир Копать — 26, Валерій Бояновський — 24, Олег Леонтьєв — 12, Володимир Світо — 10, Андрій Сидоренко — 7, Дмитро Нічіухін — 3, Віктор Дровянников — 1. Нападники: Андрій Дмитрієв — 129, Сергій Хаткевич — 129, Володимир Циплаков — 123, Андрій Расолько — 122, Едуард Занковець — 120, Вадим Бекбулатов — 113, Михайло Захаров — 112, В'ячеслав Черчес — 109, Віктор Карачун — 100, Василь Панков — 98, Ігор Бубенщиков — 88, Олег Антоненко — 70, Сергій Тукмачов — 64, Олександр Андрієвський — 54, Андрій Ковальов — 46, Анатолій Беляєв — 44, Анатолій Варивончик — 44, Сергій Агулін — 43, Валерій Воронін — 40, Сергій Шитковський — 40, Іван Кривоносов — 36, Геннадій Ленковський — 36, Володимир Меленчук — 36, Євген Рощин — 36, Юрій Шипицин — 35, Андрій Баландін — 28, Юрій Файков — 28, Андрій Васильєв — 27, Сергій Вікулов — 27, Ігор Тарновський — 25, Руслан Тужиков — 25, Андрій Андрієвський — 21, Володимир Громилін — 21, Андрій Кошкін — 18, Дмитро Медведєв — 14, Володимир Харламов — 13, Євген Грибко — 12, Валентин Власов — 9, Дмитро Старостенко — 7, Олександр Руммо — 4, Віталій Солов'янов — 2. |

### «Тівалі» (1992—2000)
На початку 1990-х років через фінансові труднощі від хокейного підрозділу відмовилось спортивне товариство «Динамо», команда перейшла у приватні руки і навесні 1993 року була перейменована на «Тівалі». Клуб чотири рази ставав чемпіоном Білорусі, двічі срібним і один раз бронзовим призером. Окрім чемпіонату Білорусі «Тівалі» в 1992—96 роках виступав у розіграшах Інтернаціональної хокейної ліги, а після її розформування у Східноєвропейській хокейній лізі. В 1994 і 1995 роках команда доходила до фіналів Кубка європейських чемпіонів і посідала там відповідно п'яте і сьоме місця. У першій половині 1990-х років «Тівалі» був базовим клубом збірна Білорусі, в його складі виступало багато відомих білоруських гравців. Команда була розформована після чемпіонського сезону 1999—2000 років.

### Відродження команди (2003—2008)
У 2003 голова Федерації хокею Республіки Білорусь і МВС  Володимир Наумов вирішив відродити динамівський клуб. Засновниками команди стали силові відомства Білорусі, спонсорську допомогу надали підприємства Мінської області. Словацький спеціаліст Юліус Шуплер, який очолив команду вже у листопаді 2003 року був запрошений в ярославський «Локомотив», команду прийняв його помічник Володимир Меленчук. Далі протягом двох сезонів у команді змінилося ще чотири тренера.
Спочатку склад формувався здебільшого із молодих білоруських гравців. Втім, після того як в сезоні 2004—05 років команда посіла тільки дев'яте місце в чемпіонаті не потрапивши до плей-оф, принцип формування складу змінився: були укладені контракти з досвідченими хокеїстами, багато з яких захищали кольори національною збірної Білорусі. Очолив команду словак Любомир Покович. Під його керівництвом команда двічі виграла Кубок Білорусі і посіла друге місце в чемпіонату 2005—06 років. У січні 2007 року словацький тренер був звільнений, його змінив Едуард Занковець, який здобув з «Динамо» золоті нагороди.
Невдовзі після завоювання титулу клуб перейшов в систему БФСО «Динамо», змінився генеральний директор і головний тренер. Багато гравців залишили команду, у міжсезонні не вдалось провести якісну селекцію, однак «Динамо» змогло фінішувати на третьому місці в чемпіонаті і пробитися у півфінал плей-оф.

## Тренери
| Чемпіонат СРСР: - Віталій Стаїн (1976—1981) - Юрій Очнєв (1981—1982) - Борис Косарєв (1982—1985) - Володимир Крикунов (1985—1991) - Володимир Сафонов (1991—1992) Чемпіонат Білорусі: - Юліус Шуплер (липень 2003 — 2 листопада 2003) - Володимир Меленчук (2 листопада 2003 — квітень 2004) - Браніслав Шайбан (4 травня 2004 — 5 жовтня 2004) - Олександр Шумидуб (5 жовтня 2004 — 10 листопада 2004) - Леонід Кисельов (10 листопада 2004 — 1 березня 2005) - Олександр Гавриленок (1 березня 2005 — червень 2005) - Любомир Покович (червень 2005 — 18 січня 2007) - Едуард Занковець (21 січня 2007 — 31 травня 2007) - Андрій Сидоренко (липень 2007 — квітень 2008) | КХЛ: - Пол Гарднер (8 червня 2008 — 29 липня 2008) - Джим Г'юз (1 серпня 2008 — 15 жовтня 2008) - Василь Спиридонов (15 жовтня 2008 — травень 2009) - Глен Генлон (травень 2009 — 21 жовтня 2009) - Олександр Андрієвський (21 жовтня 2009 — 3 квітня 2010) - Марек Сікора (2 квітня 2010 — 4 беоезня 2012) - Карі Хейккіля (25 квітня 2012 — 12 жовтня 2012) - Олександр Андрієвський (12 жовтня 2012 — 24 листопада 2013) - Любомир Покович (24 листопада 2013 — 16 жовтня 2015) - Крейг Вудкрофт (28 квітня 2016 — 23 червня 2017) - Горди Дуайер (30 червня 2017 — 9 листопада 2018) - Андрій Сидоренко (11 листопада 2018 — 30 квітня 2019) - Крейг Вудкрофт (14 червня 2019 — 2020) |

## Відомі гравці
- / Олександр Андрієвський (1984—1990, 2004—2005)
- / Олег Антоненко (1988—1993, 2005—2007, з 2009)
- Оссі Вяанянен (з 2009)
- / Андрій Ковальов (1984—1989, 1991—1992)
- Андрій Мезін (з 2009)
- Вілле Пелтонен (з 2009)
- Руслан Салей (1992—1993)
- / Сергій Федоров (1985—1986)
- / Володимир Циплаков (1987—1992)